# Lice
Lice (lat. facies) je prednji dio glave.
Jedno je od glavnih anatomskih obilježja čovjeka. Svako je lice karakteristično za pojedinca. Grimase i mimika omogućuju neverbalnu komunikaciju.